# Allah n'est pas obligé
Allah n'est pas obligé est un roman d'Ahmadou Kourouma publié le 12 août 2000 aux éditions du Seuil et ayant reçu le prix Renaudot la même année. Le livre reçoit également le prix Goncourt des Lycéens et le prix Amerigo-Vespucci. 

## Titre
Le titre est un raccourci de l'affirmation qui rappelle qu'« Allah n'est pas obligé d'être juste dans toutes ses choses ici-bas », phrase qui revient comme un leitmotiv dans l'œuvre. 

## Résumé
Birahima a une douzaine d’années et vit à Togobala, en Côte d'Ivoire. C’est un enfant des rues comme il le dit lui-même, « un enfant de la rue sans peur ni reproche ». Après la mort de sa mère, infirme, on lui conseille d’aller retrouver sa tante au Liberia. Personne ne se dévoue pour l’accompagner mis à part Yacouba « le bandit boiteux, le multiplicateur des billets de banque, le féticheur musulman ». Les voilà donc sur la route du Liberia. Très vite, ils se font enrôler dans différentes factions, où Birahima devient enfant soldat avec tout ce que cela entraîne : drogue, meurtres, viols… Yacouba arrive facilement à se faire une place de féticheur auprès des bandits, très croyants. D'aventures en aventures, Birahima et Yacouba vont traverser la Guinée, la Sierra Leone, le Liberia et enfin la Côte d'Ivoire.

## Origine du livre
Selon la chercheuse Christiane Ndiaye, « Ahmadou Kourouma a écrit son livre Allah n’est pas obligé à la demande d’enfants des écoles de Djibouti, ce petit État d’Afrique de l’Est, situé au fond du golfe d'Aden au débouché de la mer Rouge, une position stratégique de premier ordre, s’il en est. 
En fin pédagogue, Ahmadou Kourouma leur a délivré un message hautement politique » : “Quand on dit qu’il y a guerre tribale dans un pays, ça signifie que des bandits de grand chemin se sont partagé le pays. Ils se sont partagé la richesse ; ils se sont partagé le territoire ; ils se sont partagé les hommes. Ils se sont partagé tout et tout et tout le monde entier les laisse faire. Tout le monde les laisse tuer librement les innocents, les enfants et les femmes.”
Ahmadou Kourouma explique dans un entretien à L'Humanité : « En fait, c'est quelque chose qui m'a été imposé par des enfants. Quand je suis parti en Éthiopie, j'ai participé à une conférence sur les enfants soldats de la Corne de l'Afrique. J'en ai rencontré qui étaient originaires de la Somalie. Certains avaient perdu leurs parents et ils m'ont demandé d'écrire quelque chose sur ce qu'ils avaient vécu, sur la guerre tribale. Ils en ont fait tout un problème ! Comme je ne pouvais pas écrire sur les guerres tribales d'Afrique de l'Est que je connais mal, et que j'en avais juste à côté de chez moi, j'ai travaillé sur le Liberia et la Sierra Leone ».

## Style et interprétation
Le roman est raconté à la première personne, par le narrateur-enfant et principal protagoniste, Birahima, dans un français oralisé qui utilise de temps à autre des mots malinkés dont la signification est précisée entre parenthèses. Birahima se réfère souvent aux dictionnaires, ainsi dit-il au début du roman : « Le Larousse et le Petit Robert me permettent de chercher, de vérifier et d’expliquer les gros mots du français de France aux noirs nègres indigènes d’Afrique. L’inventaire des particularités lexicales du français d’Afrique explique les gros mots africains aux toubabs français de France. Le dictionnaire Harrap’s explique les gros mots pidgin à tout francophone qui ne comprend rien à rien au pidgin. »
On peut considérer que face à l'indicible, à l'incapacité des discours à expliquer le sort inhumain réservé aux enfants soldats, Ahmadou Kourouma associe une « poétique de l’explication », le « blablabla » de Birahima qui recourt constamment aux dictionnaires français de référence, à une dénonciation des tentatives de manipulation des discours visant à rendre sensé l'insensé, une stratégie de dévoilement des rhétoriques fallacieuses destinées à occulter l'inadmissible.
Des critiques comme Pierre Lepape considèrent qu'Ahmadou Kourouma reprend le schéma du roman picaresque, adapté à un autre univers : « Le roman européen des XVIe et XVIIe siècles, de Lazarillo de Tormès aux Aventures de Simplex Simplicissimus, a inventé une manière de décrire le monde des humbles et des méprisés. Des enfants ou de très jeunes gens, jetés sur les routes par l’abandon, la misère et les horreurs de la guerre, découvraient, d’aventures en rencontres de hasard et de mauvaises fortunes en opérations de survie, le visage réel de la société, l’envers des apparences, de l’ordre, des hiérarchies, des raisons. Kourouma reprend le schéma picaresque de l’errance. »
Ahmadou Kourouma a répondu ainsi aux critiques qui l'accusaient d'entretenir une vision catastrophique de l'Afrique : « Ceux qui vont y voir une conception pessimiste de l'Afrique se trompent. L'Occident peut tenter de faire croire qu'il s'agit de toute l'Afrique mais tout le monde sait qu'il ne s'agit que d'un petit élément. La guerre au Liberia est quasiment terminée, celle de Sierra Leone va bientôt l'être. Il y a plus de cinquante États en Afrique. Dans la mesure où l'on m'a demandé de traduire une vérité, je me suis dit qu'il fallait coller le plus possible au déroulement historique des choses. Et puis, pourquoi avoir peur de la vérité ? Il faut savoir se regarder en face. Dans la mesure où les gens s'entretuent, je ne pouvais pas dire le contraire. De plus, pour moi c'est une façon de dénoncer, de condamner le tort que font à l'Afrique ceux qui contribuent à entretenir ce genre de conflit. Qu'ils viennent d'Afrique ou d'ailleurs. C'est vrai que concernant l'Afrique, on ne parle pas beaucoup des choses qui vont bien. Mais que je le fasse ou pas, l'Occident s'est déjà façonné une certaine image du continent. Par contre, croire que j'encourage cette vision des choses serait une erreur. »

## Prix littéraires
Le livre paraît en 2000. La même année, il reçoit le prix Renaudot, au dixième tour de scrutin face à Madame d'Henry Bonnier, Cyclone de Gérard de Cortanze et En silence de Daniel Arsand. Il reçoit également le prix Goncourt des lycéens et il est présent dans la liste finale du prix Goncourt. C’est une œuvre qui a touché le public aussi bien adolescent qu’adulte. Cela s’explique par un thème fort, les enfants-soldats, et une écriture simple mais puissante, celle d’un enfant, Birahima. Il reçoit également le prix Amerigo-Vespucci au Festival international de géographie de Saint-Dié-des-Vosges.

## Éditions
Allah n'est pas obligé est publié aux éditions du Seuil en 2000. Il est traduit en arabe en 2005 par Touria Ikbal et publié aux éditions du Conseil suprême de la culture du Caire.

## Suite
Quand on refuse on dit non, roman posthume d'Ahmadou Kourouma publié en 2004, raconte le retour en Côte d'Ivoire de Birahima.